# Hilke Günther-Arndt

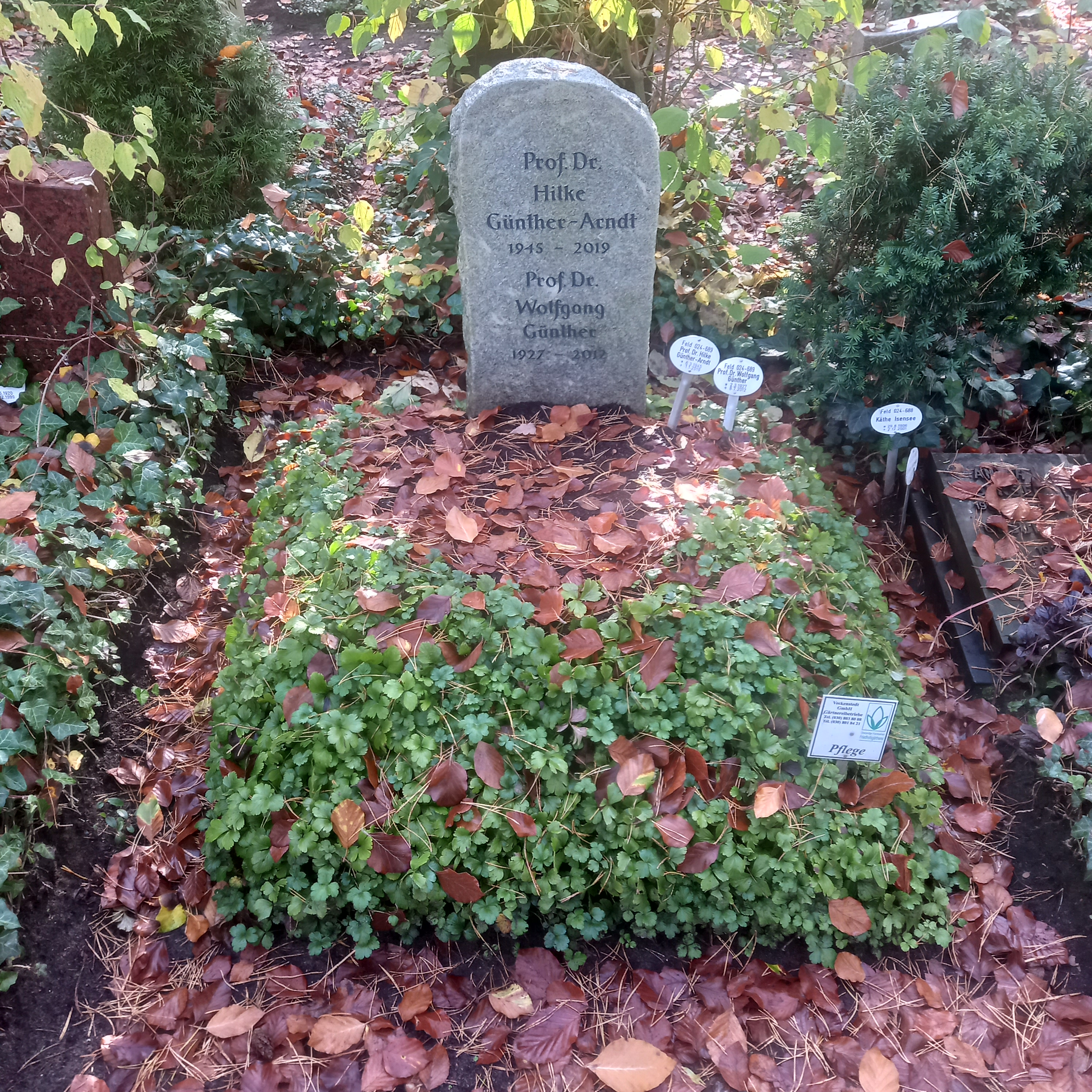
Das Grab von Hilke Günther-Arndt und ihrem Ehemann Wolfgang Günther auf dem Waldfriedhof Zehlendorf in Berlin

Hilke Günther-Arndt (* 6. März 1945 in Schwagstorf; † 1. Januar 2019 in Berlin) war eine deutsche Historikerin und Geschichtsdidaktikerin.

## Leben
Hilke Günther-Arndt war seit 1973 an der Carl von Ossietzky Universität Oldenburg tätig, 1985/86 vertrat sie den Lehrstuhl Karl-Ernst Jeismanns für Neuere und Neueste Geschichte und Didaktik der Geschichte in Münster, und seit 1994 wirkte sie als apl. Professorin für Geschichtsdidaktik in Oldenburg. Sie war zeitweise Dekanin des Fachbereichs 3, Sozialwissenschaft, an dieser Universität.
Nach dem Studium der Geschichte, Politik und Mathematik arbeitete sie im Schuldienst. Die Promotion und Habilitation erfolgten in Oldenburg. Zu ihren Arbeitsschwerpunkten gehörten die fachdidaktische Lehr-Lern-Forschung, neue Medien, Konzeption und Realisierung von Lehrbüchern für den Geschichtsunterricht. So war sie Mitherausgeberin des Oberstufenlehrbuchs Geschichtsbuch. Ferner befasste sie sich mit Fragen der Bildungsgeschichte und mit der Geschichte des Geschichtsunterrichts.
Hilke Günther-Arndt war verheiratet mit dem Historiker Wolfgang Günther (* 2. März 1927 in Münsterberg; † 8. Juli 2012 in Berlin).

## Schriften
- Volksschullehrer und Nationalsozialismus: Oldenburgischer Landeslehrerverein und Nationalsozialistischer Lehrerbund in den Jahren der politischen und wirtschaftlichen Krise 1930–1933. Oldenburg 1980, ISBN 3-87358-123-X (= Oldenburger Studien, 19).
- Lehrerbildung in Oldenburg 1945–1973. Von der Pädagogischen Akademie zur Universität. Oldenburg 1991, ISBN 3-87358-366-6 (= Geschichte der oldenburgischen Lehrerbildung, 3).
- mit Klaus Klattenhoff, Friedrich Wißmann: Vom Seminar zur Universität 1793–1993. 200 Jahre Lehrerbildung in Oldenburg (= Bibliotheks- und Informationssystem der Universität Oldenburg). Oldenburg 1993, ISBN 3-8142-0422-0.
- mit Michael Sauer (Hrsg.): Geschichtsdidaktik empirisch. Untersuchungen zum historischen Denken und Lernen. Münster u. a. 2006, ISBN 3-8258-8449-X (= Zeitgeschichte-Zeitverständnis, 14).
- (Hrsg.): Geschichtsdidaktik. Praxishandbuch für Sekundarstufe I und II. Cornelsen Scriptor, Berlin 2003, ISBN 3-58921858-4.
- (Hrsg.): Geschichtsmethodik. Handbuch für die Sekundarstufe I und II. Cornelsen Scriptor, Berlin 2007, ISBN 978-3-58922526-2.
- mit Gunilla Budde, Dagmar Freist (Hrsg.): Geschichte. Studium – Wissenschaft – Beruf. Berlin 2008, ISBN 978-3-05-004435-4.